# Dubstep
Dubstep er en genre indenfor elektronisk dansemusik, der har sine rødder fra det sydlige London. Musikhjemmesiden Allmusic har beskrevet genren således: "Stramme, faste sange med en overvældende bassline, trommer med stor efterklang, 'clipped samples' og lejlighedsvise vokaler". Dubstep er opstået som et udspring af Drum'n'bass musikken. Det kendetegnes ofte ved at tempoet er imellem 140 og 160 BPM, og der kun er lilletromme 3. og 7. taktslag.
Dubstep har haft en massiv succes på mainstream musikmarkedet de seneste år, hvilket da også blev slået fast da den kun 25-årige amerikanske producer Skrillex vandt 3 Grammy's til den 55. Grammy uddeling i 2013.
Mange popkunstnere har i 2011 og 2012 taget dubstep elementer ind i deres sange i større eller mindre grad. Blandt andet Britney Spears, Flo Rida og Taylor Swift har haft stor succes med netop dette.
Flere danske kunstnere har også haft stor succes på den internationale dubstep-scene, f.eks. Pegboard Nerds, der fik kontrakt med pladeselskabet Monstercat i 2011, The Frederik, der bl.a spillede på Roskilde Festival's Apolloscene i 2012 og Ollie B, der som kun 15-årig, fik stor international opmærksomhed på sit remix af Moves Like Jagger.